# Stenelmis gammoni
Stenelmis gammoni é uma espécie de escaravelho da família Elmidae.
É endémica dos Estados Unidos da América.